# Маріуш Урзіка
Маріуш Урзіка (рум. Marius Urzică, нар. 30 вересня 1975 року) — румунський гімнаст, олімпійський чемпіон, чемпіон світу та Європи.